# Coelotes
Coelotes là một chi nhện trong họ Agelenidae.

## Hình ảnh

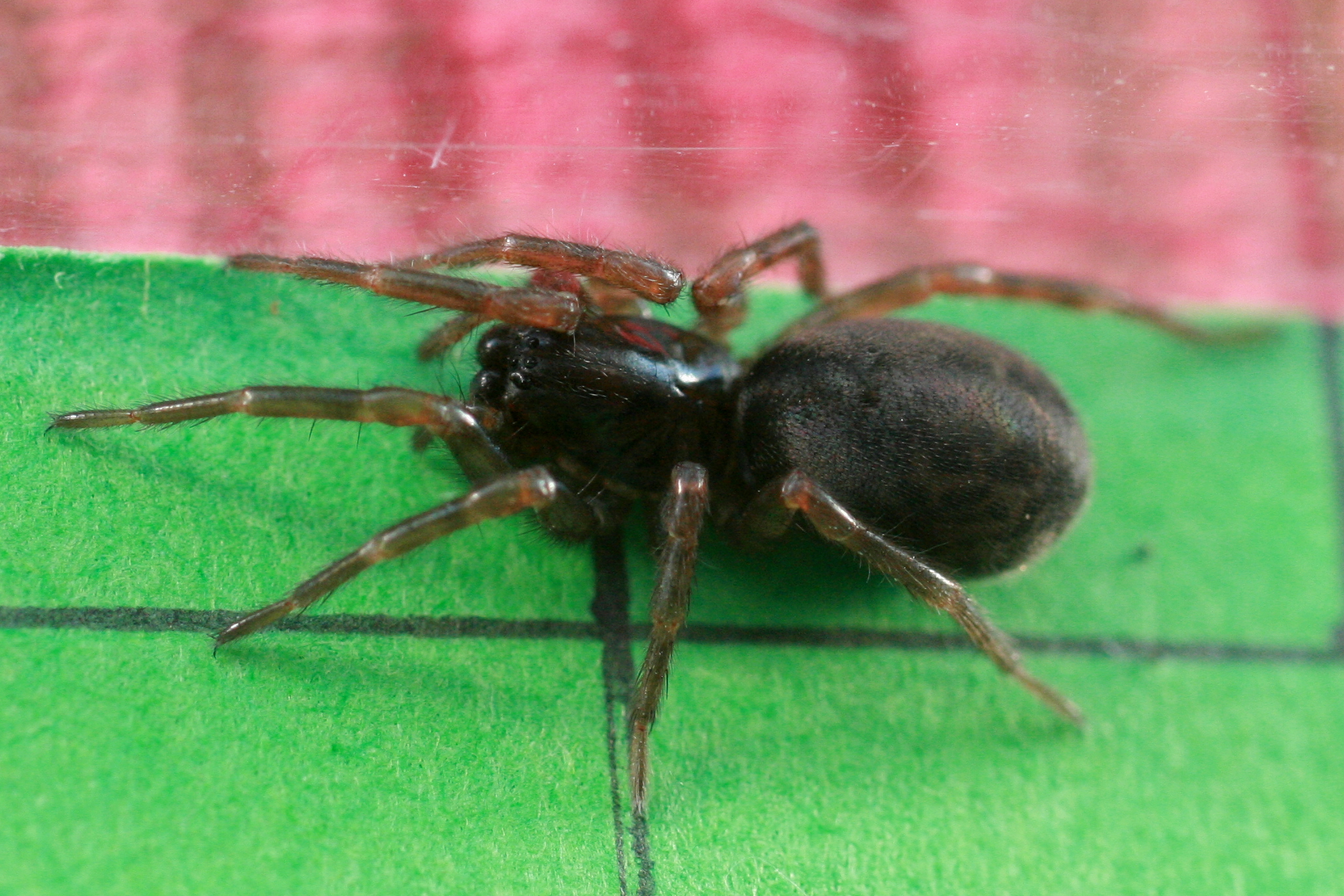
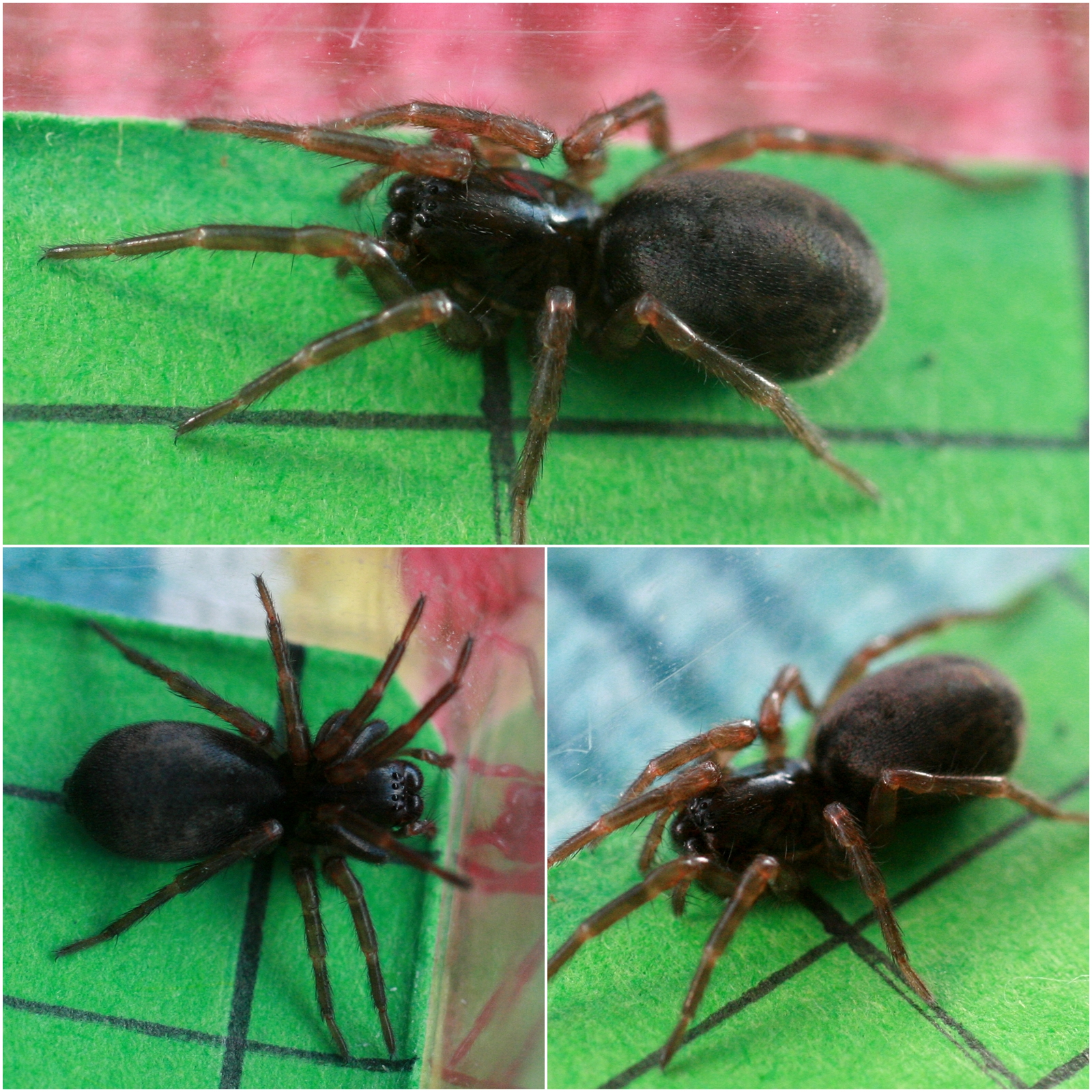